# Danijel Subašić
Danijel Subašić (Zadar, 27 de octubre de 1984) es un exfutbolista croata que jugaba como guardameta.

## Trayectoria

### N. K. Zadar
Subašić comenzó su carrera profesional jugando para el equipo de su ciudad de Zadar en la temporada 2003-04. Tras el descenso de NK Zadar de la Prva HNL al final de la temporada 2005-06, se convirtió en el primer portero regular durante el tiempo del club en la segunda división croata.

### Hajduk Split
En el verano de 2008 fue cedido al H. N. K. Hajduk Split y de inmediato se convirtió en un habitual en el club, jugando todos los partidos de liga en la primera mitad de la temporada 2008-09. Durante las vacaciones de invierno de la temporada, el club decidió aplicar la opción de compra. Subašić se mantuvo como titular en la segunda mitad de la temporada, jugando los otros 13 partidos de liga con el club. A principios de la temporada, también hizo tres apariciones para el club en la Liga Europa de la UEFA de calificación.
Durante su segunda temporada con el Hajduk, jugó un total de 28 partidos de liga, así como otras dos apariciones en la clasificación de la Liga Europa de la UEFA, y también ayudó al club a ganar la Copa de Croacia.
En la temporada 2010-11 hizo 20 apariciones en la liga. Sufrió una lesión en la rodilla a principios de noviembre que lo mantuvo fuera de acción hasta justo antes del año nuevo. Él fue el primer portero titular antes y después de la lesión. En esa temporada, el Hajduk también se clasificó para la Liga Europa de la UEFA, donde Daniel mantuvo para todos los partidos de Liga.

### AS Mónaco
En enero de 2012 se unió al A. S. Monaco en Ligue 2. Jugó 17 partidos para el club monegasco durante la temporada 2011-12. En la última prueba de la temporada, marcó el gol de la victoria de un tiro libre en una victoria a domicilio por 2-1 sobre el Boulogne. En la nueva temporada Subašić jugó un papel importante en ganar la Ligue 2 y ganar la promoción de ascenso a la Ligue 1. Se perdió sólo 3 partidos de liga. El 10 de agosto de 2013, hizo su debut en la Ligue 1 con el Mónaco en la victoria por 2-0 contra el Burdeos, y manteniendo once partidos invicto con el Mónaco en su primera temporada que pasó en la primera división de Francia. Subašić jugó 35 partidos en la Ligue 1 como titular con el club monegasco hasta final de temporada.
Tras ocho años y medio, en junio de 2020 abandonó la entidad monegasca. Entonces estuvo más de un año sin equipo, hasta que en septiembre de 2021 regresó al H. N. K. Hajduk Split. Allí pasó los últimos años de su carrera antes de retirarse al término de la temporada 2022-23.

## Selección nacional
Participó en la Copa Mundial de Fútbol de 2014 en Brasil, aunque como suplente del veterano Stipe Pletikosa.
El 4 de junio de 2018 el seleccionador Zlatko Dalić lo incluyó en la lista de 23 jugadores para el Mundial. Jugó como titular y contribuyó a que Croacia alcanzara una final mundialista por primera vez en su historia.
Se retiró de la selección pocos días después.

### Participaciones en Copas del Mundo
| Mundial                        | Sede   | Resultado    | Partidos | Goles |
| ------------------------------ | ------ | ------------ | -------- | ----- |
| Copa Mundial de Fútbol de 2014 | Brasil | Primera fase | 0        | 0     |
| Copa Mundial de Fútbol de 2018 | Rusia  | Subcampeón   | 6        | 0     |

## Estadísticas

### Clubes
| NK Zadar · Croacia | 2007-08             | 28  | -43  | - | -   | -  | -   | 28  | -43  |
| NK Zadar · Croacia | Total               | 28  | -43  | 0 | 0   | 0  | 0   | 28  | -43  |
| Hajduk Split · Croacia | 2008-09             | 31  | -22  | - | -   | 3  | -2  | 34  | -24  |
| Hajduk Split · Croacia | 2009-10             | 28  | -19  | - | -   | 2  | -2  | 30  | -21  |
| Hajduk Split · Croacia | 2010-11             | 20  | -19  | - | -   | 7  | -12 | 27  | -31  |
| Hajduk Split · Croacia | 2011-12             | 16  | -11  | - | -   | 2  | -2  | 18  | -13  |
| Hajduk Split · Croacia | Total               | 95  | -71  | 0 | 0   | 14 | -18 | 109 | -89  |
| AS Mónaco Francia | 2011-12             | 17  | -17  | - | -   | -  | -   | 17  | -17  |
| AS Mónaco Francia | 2012-13             | 35  | -27  | 0 | 0   | -  | -   | 35  | -27  |
| AS Mónaco Francia | 2013-14             | 35  | -29  | 0 | 0   | -  | -   | 35  | -29  |
| AS Mónaco Francia | 2014-15             | 37  | -25  | 0 | 0   | 10 | -5  | 47  | -30  |
| AS Mónaco Francia | 2015-16             | 36  | -50  | 0 | 0   | 10 | -14 | 46  | -64  |
| AS Mónaco Francia | 2016-17             | 36  | -28  | 4 | -5  | 14 | -19 | 54  | -52  |
| AS Mónaco Francia | 2017-18             | 34  | -41  | 3 | -5  | 3  | -7  | 40  | -53  |
| AS Mónaco Francia | 2018-19             | 14  | -12  | 2 | -5  | 1  | -3  | 17  | -20  |
| AS Mónaco Francia | 2019-20             | 0   | 0    | 0 | 0   | -  | -   | 0   | 0    |
| AS Mónaco Francia | Total               | 244 | -229 | 9 | -15 | 38 | -48 | 291 | -292 |
| Total en su carrera | Total en su carrera | 367 | -343 | 9 | -15 | 52 | -66 | 428 | -424 |
| (1) Incluye datos de Copa de Francia, Copa de la Liga de Francia y Supercopa de Francia. (2) Incluye datos de Liga Europea de la UEFA y Liga de Campeones de la UEFA. |                     |     |      |   |     |    |     |     |      |

### Selección
Actualizado al último partido jugado el 11 de julio de 2018.
| Selección | Temporada | Amistosos | Amistosos | Eliminatorias | Eliminatorias | Eurocopa | Eurocopa | Mundial | Mundial | Total | Total |
| Selección | Temporada | Part.     | Goles     | Part.         | Goles         | Part.    | Goles    | Part.   | Goles   | Part. | Goles |
| --------- | --------- | --------- | --------- | ------------- | ------------- | -------- | -------- | ------- | ------- | ----- | ----- |
| Croacia   |           |           |           |               |               |          |          |         |         |       |       |
| 2008      | 0         | 0         | 0         | 0             | -             | -        | -        | -       | 0       | 0     |       |
| 2009      | 1         | 0         | 0         | 0             | -             | -        | -        | -       | 1       | 0     |       |
| 2010      | 2         | 0         | 0         | 0             | -             | -        | -        | -       | 2       | 0     |       |
| 2011      | 0         | 0         | 0         | 0             | -             | -        | -        | -       | 0       | 0     |       |
| 2012      | 1         | -1        | 0         | 0             | 0             | 0        | -        | -       | 1       | -1    |       |
| 2013      | 1         | -1        | 0         | 0             | -             | -        | -        | -       | 1       | -1    |       |
| 2014      | 2         | -2        | 4         | -1            | -             | -        | 0        | 0       | 6       | -3    |       |
| 2015      | 1         | 0         | 6         | -4            | -             | -        | -        | -       | 7       | -4    |       |
| 2016      | 3         | 0         | 3         | 0             | 4             | -4       | -        | -       | 10      | -4    |       |
| 2017      | 0         | 0         | 7         | -3            | -             | -        | -        | -       | 7       | -3    |       |
| 2018      | 3         | -5        | 0         | 0             | -             | -        | 6        | -8      | 9       | -14   |       |
| Total     | Total     | 14        | -9        | 20            | -8            | 4        | -4       | 6       | -8      | 44    | -29   |

## Palmarés

### Campeonatos nacionales
| Título          | Club                  | País    | Año     |
| --------------- | --------------------- | ------- | ------- |
| Copa de Croacia | H. N. K. Hajduk Split | Croacia | 2009-10 |
| Ligue 2         | A. S. Monaco F. C.    | Francia | 2012-13 |
| Ligue 1         | A. S. Monaco F. C.    | Francia | 2016-17 |
| Copa de Croacia | H. N. K. Hajduk Split | Croacia | 2021-22 |
| Copa de Croacia | H. N. K. Hajduk Split | Croacia | 2022-23 |